# Németh Jenő (tanító)
Németh Jenő Árpád (Vasegerszeg, 1921. augusztus 21. – 2012 április) tanító, történetkutató, a Vasegerszegi Falumúzeum egyik alapítója.

## Élete, munkássága
Apja Németh Jenő (1877−1934) Iván-egerszegi ágostai hitvallású evangélikus tanító, Nagyapja Németh Márton (1847–1919) iván-egerszegi ágostai hitvallású evangélikus tanító.
Németh Jenő a második világháborúban frontszolgálatot teljesített, majd hadifogságba került. Szabadulása után szülőfalujába tért vissza (Vasegerszeg, 1937 előtt Iván-egerszeg), és harminchárom éven át működött a község kántoriskolájában, majd általános iskolájában evangélikus tanítóként. Apjától és nagyapjától vette át a stafétát az iskolában. Emellett egyházközségi presbiterként, vöröskeresztes vezetőként, majd a rendszerváltás után képviselőként is tevékenykedett. Szorgalmasan kutatta a vidék helytörténetét, és számos írásos és tárgyi emléket mentett meg a pusztulástól. 1964-től kapcsolatban állt a Magyar Mezőgazdasági Múzeummal, és számos iratot adományozott az intézménynek, így többek között a Vasegerszegi babonák és közmondások című mű kéziratát, illetve a két világháború közötti és az 1950-es évek falusi életmódjára, gazdasági viszonyaira, a termelőszövetkezet alakulásra vonatkozóan dokumentumokat. 2005-ben apósa, Balogh Károly gép- és műlakatos mester Uraiújfaluban (Vas megye) lévő gépműhelyének működése során, 1910-es és 1940-es évek között keletkezett dokumentumok kerültek az múzeum irattárába. Iratokat adományozott a Vas Megyei Levéltárba is, elsősorban régi szabadalmakkal kapcsolatban.
Híres fészek- és madártojás-gyűjteménye volt, de a falukrónikát, és az Országos Meteorológiai Szolgálat számára rendszeresen továbbította a községben tapasztalt időjárási eseményeket. 2001-ben nagyrészt az ő mezőgazdasági tárgyaiból tárgyaiból hozták létre a Vasegerszegi Falumúzeumot.
A Pécsi Tudományegyetem Néprajz Tanszékén összeállított Elektronikus hiedelemszöveg-archívumban Magyar Néphit Topográfia 27. alatt található Németh Jenő 1959–1969. évi gyűjtése. 2003-ban a Nyugat-Magyarországi Egyetem Győri Apáczai Csere János Tanárképző Főiskolai Kara 270 emlékdiplomása között Sopronban vehette át munkája és pályája elismeréseként a gyémántdiplomát.